# Oud gemeentehuis Sint-Amandsberg
Het Oud gemeentehuis is een neogotisch gebouw aan de Antwerpsesteenweg te Sint-Amandsberg. De bouw is gestart in 1880 en afgerond in 1883. In 1976 verhuisde de diensten naar het huidig dienstencentrum, net voor de fusie met Gent.

## Geschiedenis
Sinds de Franse tijd waren Oostakker en Sint-Amandsberg deel van dezelfde parochie. Onder impuls van pastoor Van Damme werd er in 1848 een nieuwe parochie opgericht voor Sint-Amandsberg. Deze Heilighartparochie bevorderde de ontwikkeling van een lokale identiteit. Naar aanleiding van een toenemende bevolking in Sint-Amandsberg werd een verzoekschrift ingediend met een vraag naar onafhankelijkheid in 1868. Een van de redenen was de lange afstand naar het gemeentehuis van Oostakker. De uiteindelijke onafhankelijkheid kwam in 1872 tot stand.

## Het gemeentehuis
Na de onafhankelijkheid was er nood aan een gemeentehuis. De eerste samenkomst van het gemeentebestuur vond namelijk plaats in een lokale school. Vanaf 1873 werd een lokaal gehuurd in de lokale herberg: "au cheval Anglais". Deze herberg was eigendom van burgemeester Alfons Braeckman en werd uitgebaat door August Waelput en zijn vrouw. Op 12 april 1877 legt Alfons Braeckman voor het eerst zijn plannen voor een gemeentehuis voor aan de gemeenteraad. Dit was noodzakelijk aangezien men met een tekort aan ruimte kampte in de herberg. Deze herberg was echter wel bijzonder centraal gelegen en goed bereikbaar. Bijgevolg werd door Henri van Cleemputte voorgesteld de herberg te onteigenen en het nieuwe gemeentehuis daar te bouwen. Hier werd 17.000 frank voor uitgetrokken. Het gemeentehuis wordt ontworpen door Modeste de Noyette en Karel Herssens was de openbare aannemer. De prijs werd geschat op 67.493,25 frank maar liep al snel op tot 91.625,44 frank.
Dit leidde tot een conflict van de openbaar aannemer en de gemeente in 1881. Er was namelijk afgesproken dat de betaling in tien schijven zou plaatsvinden, in 1881 zit de gemeente echter achter met de betalingen. Karel Herssens legde hierop de bouw stil. Dit zinde de gemeente niet. Ze lieten Herssens weten dat ze wel een andere aannemer zouden vinden. Wanneer Herssens de bouw ook niet verder zette na deze bedreiging, stelde de gemeente dat de aannemer ook in de fout is. Herssens zou namelijk al enkele maanden voorbij de beloofde datum geweest zijn. Bijgevolg eisten zij op hun beurt een schadevergoeding. In 1882 werd er uiteindelijk een rechtszaak aangespannen door het schepencollege om uit deze impasse te komen. Op 9 mei 1883 werd Herssens uiteindelijk in het ongelijk gesteld en op 13 juni van hetzelfde jaar werd een nieuwe overeenkomst gevonden tussen de aannemer en de gemeente. De prijs werd echter toch opnieuw opgedreven, dit om tegemoet te komen aan de gestegen lonen. In september 1883 werd het nieuwe gemeentehuis uiteindelijk ingehuldigd, de kostprijs was 102.500 frank. In dit gemeentehuis was er ook plaats voorzien voor de oude herberg, deze werd uitgebaat door dezelfde personen onder de nieuwe naam “Tramstatie”. Uiteindelijk verdween ook deze herberg in 1907 door plaatsgebrek.

## Problemen en verbouwingen
Hoewel het nieuwe gemeentehuis als een van de eerste gebouwen uitgerust was met een vaste telefoonlijn, waren er toch een heel aantal gebreken. Er was namelijk geen sanitair, aansluiting op water of centrale verwarming. Dit leidde ertoe dat de werknemers naar de lokale herbergen moesten voor hun sanitaire pauzes. Dit leidde opnieuw tot problemen waarbij ambtenaren te lang in de herbergen bleven. Het gebouw werd in die periode ook verwarmd met kolenkachels maar door de slechte verluchting leidde dit tot opstapeling van gassen in het gebouw. De eerste verbouwing was het toevoegen van een klok in 1907 wat een bijzonder grote hulp was voor de inwoners die zelf vaak geen horloge op zak hadden. De Noyette ontwierp daarnaast ook een oplossing voor de sanitaire problemen maar door de oorlog en naoorlogse problematiek kon dit pas in 1926 gerealiseerd worden. Vanaf dat jaar was er een centrale verwarming en aansluiting op gas en elektriciteit.
Op 9 oktober 1935 sneuvelde de torenspits in een hevig onweer. Bijgevolg werd aan Jan Rooms gevraagd een nieuwe torenspits te ontwerpen, deze maal voorzien van een bliksemafleider. De prijs werd geschat op 50.000 frank maar liep op tot 62.000 frank. De nieuwe torenspits werd gebouwd door Theophiel De Clercq. De eerder vernoemde Rooms had plannen om het gemeentehuis sterk uit te breiden. Zijn plannen werd in 1946 goedgekeurd in de gemeente maar door de hoge prijs, meer dan drie miljoen frank, werd het geweigerd door de regering. Na de dood van Jan Rooms deden zijn kinderen nog verschillende pogingen om zijn plannen er toch door te krijgen, deze pogingen werden uiteindelijke gestaakt in 1949. In 1950 werden er wel verbouwingen uitgevoerd met de toevoeging van glasramen.
Het gemeentehuis bleef echter bijzonder onpraktisch en bijgevolg werd er een nieuw gemeentehuis ontworpen door Struyvelt en goedgekeurd in 1956. De openbare aannemer die was gekozen voor de afbraak van het oud gemeentehuis en de bouw van het nieuw ging echter failliet in 1958 waardoor het oud gemeentehuis niet vervangen werd. Administratie in het oud gemeentehuis was echter niet meer mogelijk en bijgevolg werd een nieuw gebouw gekocht op de Antwerpsesteenweg in 1964. Dit gebouw bleek echter niet in goede staat en in 1971 werd de oude zeepziederij gekocht. Deze werd uiteindelijk omgebouwd tot een nieuw gemeentehuis in 1976. Zo werd ze net voor de fusie met de stad Gent ingehuldigd.

## Anno 2021
Het nieuwe gemeentehuis op de plaats van oude zeepziederij doet anno 2021 dienst als dienstencentrum van de gemeente Sint-Amandsberg. In het oud gemeentehuis zijn de ruimtes te huur voor particulieren.